# کاراپتیان ۲۵۵۴۲
سیارک ۲۵۵۴۲ (به انگلیسی: 25542 Garabedian، نامگذاری:1999XH160) بیست و پنج هزار و پانصد و چهل و دومین سیارک کشف شده‌است که در ۸ دسامبر ۱۹۹۹ کشف شد.
قدر مطلق سیارک برابر ۱۱.۲ است.